# Colyttus bilineatus
Espèce
Synonymes
- Hyllus modestus Simon, 1899

Colyttus bilineatus est une espèce d'araignées aranéomorphes de la famille des Salticidae.

## Distribution
Cette espèce est endémique d'Indonésie. Elle se rencontre à Sumatra et aux Moluques.

## Description
La femelle holotype mesure 7,25 mm.

## Publication originale
- Thorell, 1891 : Spindlar från Nikobarerna och andra delar af södra Asien. Kongliga Svenska Vetenskaps-Akademeins Handlingar, vol. 24, no 2, p. 1-149 (texte intégral).